# Philipp von Cobenzl
Johann Philipp, Graf von Cobenzl (28 de mayo de 1741 - 30 de agosto de 1810) fue un estadista de la Monarquía Habsburgo y del Imperio austriaco.

## Biografía
Cobenzl nació en Liubliana, Carniola, siendo el hijo del tesorero Conde Guidobald von Cobenzl (1716-1797) y de su esposa la Condesa Maria Benigna von Montrichier (1720-1793). La familia Cobenzl, de origen carintio, fue elevada al rango noble de Freiherren en 1588 y elevada a Condes Imperiales en 1722. Su tío Johann Karl Philipp von Cobenzl era el plenipontenciario Habsburgo en los Países Bajos Austriacos y su primo el Conde Ludwig von Cobenzl (1753-1809) sirvió como Ministro de Exteriores de la Monarquía Habsburgo entre 1801 y 1805. Su padre Guidobald von Cobenzl vivió mayormente en Gorizia, donde era un gran defensor de la cultura y las artes.
Philipp von Cobenzl creció en Gorizia en el Castillo de Predjama (Burg Lueg) cerca de Postojna (Adelsberg). Se unió al servicio diplomático Habsburgo. En 1777 acompañó al emperador José II (disfrazado de "Conde Falkenstein") en su visita a su hermana la reina María Antonieta en Francia. Inmediatamente después, Cobenzl viajó a Berlín como enviado Habsburgo, pero no pudo impedir que el rey prusiano Federico el Grande entrara en la Guerra de Sucesión Bávara. En 1779 concluyó la Paz de Teschen y asumió el puesto de vicecanciller austriaco, finalmente sucediendo como Canciller de Estado al Príncipe Wenzel Anton von Kaunitz-Rietberg en 1792. Sin embargo, ya en marzo de 1793 por desacuerdos con respecto a la Segunda Partición de Polonia, tuvo que dimitir del puesto en favor del Barón Johann Amadeus Franz de Paula von Thugut.
A partir de 1801 Cobenzl trabajó como embajador Habsburgo en París. Se retiró en 1805, y entonces vivió en su residencia de Döbling al norte de Viena. Fue mecenas de las artes, familiarizado con Wolfgang Amadeus Mozart, y contribuyó mayormente a la educación y carrera del pintor neoclásico esloveno Franz Caucig. En 1809, informó a Napoleón Bonaparte sobre la demografía de las recién fundadas Provincias Ilirias.
A su muerte, se extinguió la dinastía noble de Cobenzl. Fue enterrado en el Cementerio de San Marx en Viena. Una calle en el distrito de Döbling fue nombrada en su honor en 1894.